# Владислав Третяк
Владислав Александрович Третяк (на руски: Владисла́в Алекса́ндрович Третья́к) е виден руски и съветски хокеен деец – хокеист (вратар) на ЦСКА (Москва) и националния отбор на СССР, хокеен треньор на ЦСКА (Москва), „Чикаго Блекхоукс“ и националния отбор на Русия, хокеен функционер на ЦСКА (Москва), СССР, председател на Руската федерация и член на Съвета на Международната федерация по хокей на лед, спортен функционер на СССР и Русия.
В периода от 1969 до 1984 година защитава вратата на ЦСКА, както и на националния отбор на СССР по хокей.
Започва да се занимава с хокей на 11-годишна възраст. Носи номер 20 на фланелката си. В шампионата на СССР изиграва 482 мача, а на световни и олимпийски първенства – 117. В турнирите за Купата на Канада – 11 мача. На 2 пъти Третяк е знаменосец на олимпийския тим на СССР на зимни олимпиади – през 1976 и 1984 г. От 2006 година е президент на Хокейната федерация на Русия.
Третяк е 13-кратен шампион на СССР, 10-кратен световен шампион, трикратен олимпийски шампион и веднъж носител на сребърно отличие (през 1980 година, когато златото печели младият, съставен почти само от студенти отбор на САЩ), 9-кратен европейски шампион, обявен за най-добрия руски хокеист на XX век, заслужил майстор на спорта.
Заедно с Ирина Роднина запалва олимпийския огън на церемонията по откриване на Двадесет и вторите олимпийски игри в Сочи 2014 г.